# خلوات
خلوات (به عربی: خلوات) یک منطقهٔ مسکونی در لبنان است که در شهرستان حاصبیا واقع شده‌است. خلوات ۹۵۰ متر بالاتر از سطح دریا واقع شده‌است.